# Nomada pallispinosa
Nomada pallispinosa är en biart som beskrevs av Schwarz 1967. Nomada pallispinosa ingår i släktet gökbin, och familjen långtungebin. Inga underarter finns listade i Catalogue of Life.